# Lars Kepler

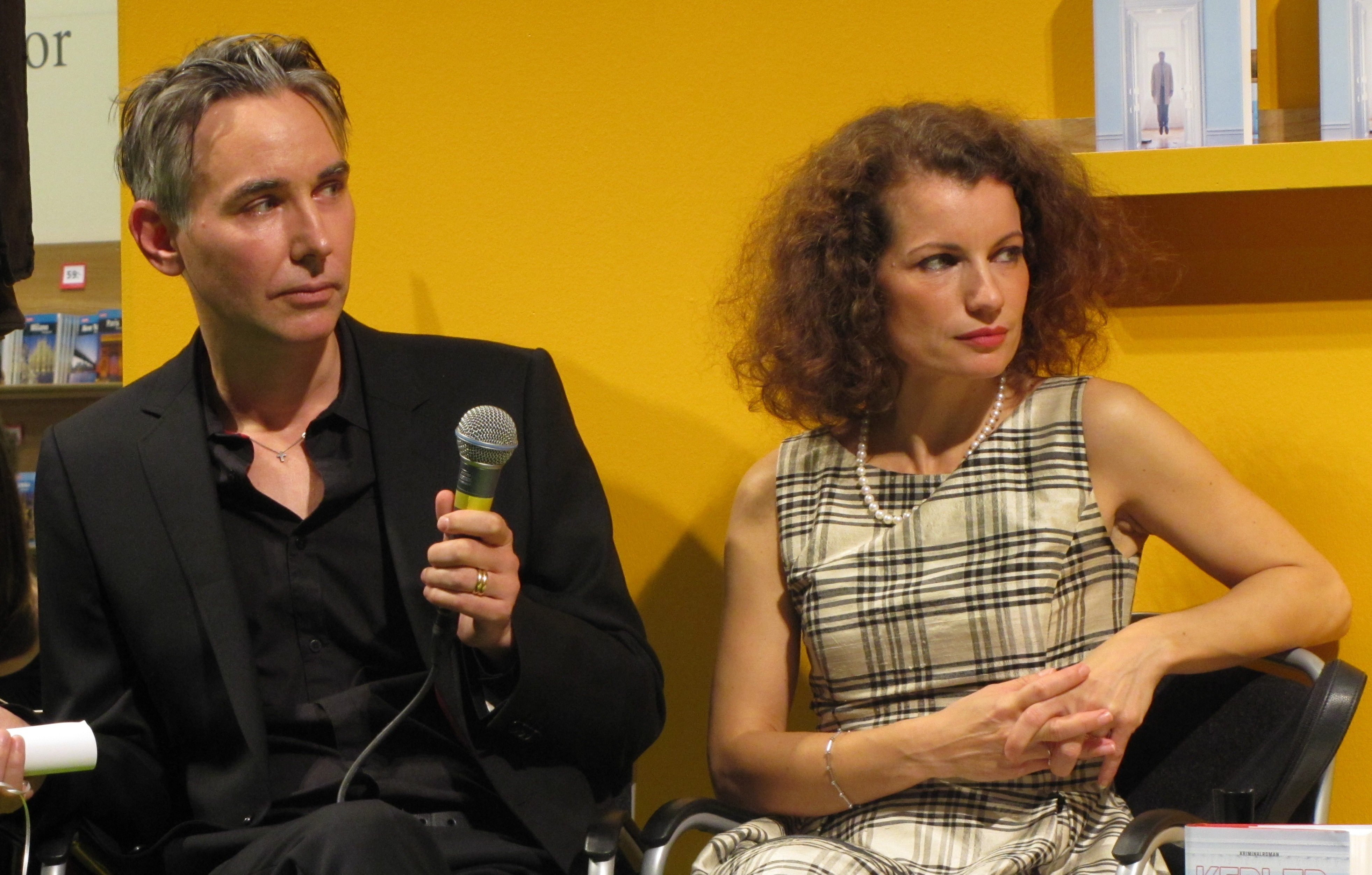
Alexander Ahndoril e Alexandra Coelho na Feira do Livro de Gotemburgo, 2010

Lars Kepler é o pseudónimo de Alexander Ahndoril e Alexandra Coelho Ahndoril, um casal sueco que escreve em conjunto. O estilo dos livros deles é o romance policial. Seus livros já foram publicados em 40 idiomas e venderam mais de doze milhões de cópias ao redor do mundo.

## Produção literária
O primeiro livro de Lars Kepler foi lançado em 2009 na Suécia. Está editado em Portugal sob o título O Hipnotista e em mais três dezenas de países. O segundo volume da série que tem como herói o inspector Joona Linna foi também um sucesso na Suécia - foi publicado no verão de 2011 em Portugal com o título de O Executor.
Alexander Ahndoril, nascido em 1967, tem vasta obra publicada sobre o seu próprio nome, com destaque para um romance biográfico do realizador Ingmar Bergman. Alexandra Coelho Ahndoril, nascida em 1966 de mãe portuguesa, também escreve com a sua assinatura, e recebeu um prémio pelo seu livro de estreia.

## Obras

### Colecção Joona Linna
- Hypnotisören (2009) em Portugal: O Hipnotista (Porto Editora, 2010) no Brasil: O Hipnotista (Intrínseca, 2011)
- Paganinikontraktet (2010) em Portugal: O Executor (Porto Editora, 2011) no Brasil: O Pesadelo (Intrínseca, 2012)
- Eldvittnet (2011) em Portugal: A Vidente (Porto Editora, 2013)
- Sandmannen (2012) em Portugal: O Homem da Areia (Porto Editora, 2014) no Brasil: O Homem de Areia (Alfaguara, 2018)
- Stalker (2014) em Portugal: Stalker – O Regresso do Hipnotista (Porto Editora, 2016) no Brasil: Stalker (Alfaguara, 2019)
- Kaninjägaren (2016) em Portugal: O Caçador (Porto Editora, 2019) no Brasil: O Caçador (Alfaguara, 2020)
- Lazarus (2018) em Portugal: Lazarus (Porto Editora, 2019) no Brasil: Lázaro (Alfaguara, 2022)
- Spegelmannen (2020) em Portugal: O Homem-Espelho (Porto Editora, 2020)
- Spindeln (2022) em Portugal: A Aranha (Porto Editora, 2022)

### Livro isolado
- Playground (2015) em Portugal: O Porto das Almas (Porto Editora, 2017)

## Adaptação
- Hypnotisören (2012) no Brasil: O Hipnotista[4], filme baseado em livro homônimo.